# Stockholm-Tullinge flygplats
Stockholm-Tullinge flygplats (IATA: -, ICAO: ESCN) var en militär flygplats och från 1994 civil flygplats belägen i Tullinge i Botkyrka kommun omkring 20 km sydväst om centrala Stockholm mellan Tullinge tätort och Lida friluftsgård. Flygverksamhet pågick åren 1945–2004, då flygplatsen stängdes den 1 oktober.

## Historik

### Flottiljflygplatsen
I 1942 års försvarsbeslutet förordades att en sjunde jaktflottilj skulle upprättas inom flygvapnet. Chefen för Flygvapnet föreslog flottiljens skulle förläggas till krigsflygfält 40, beläget intill Rikstens gård, fem kilometer från Tullinge järnvägsstation. Flygvapnet förvärvade marken, som tidigare hörde till gårdens egendomar, av dåvarande ägaren Anders Cederström, brorson till flygbaronen Carl Cederström. 
Skånska Cement stod för de avsevärda markarbeten som krävdes, bland annat behövde hela Mörtsjön fyllas igen. Den 1 juli 1946 inrättades flottiljen i Tullinge under namnet Södertörns flygflottilj (F 18). Flygflottiljen disponerade 417 ha statsägd mark, där kasernområdet utgjorde 27 ha, flygfältsområdet ca 340 ha och markstridsområdet ca 50 ha, medan ca 23 ha arrenderas för komplettering av flygfältsområdet. Åren 1944–1950 bestod flygfältet av tre grässtråk för start och landning. År 1950 asfalterades två av dessa stråk. Den längsta banan, i riktning 06/24, blev 2 378 meter. Den andra, i riktning 15/33, var 1 803 meter. Båda var 45 meter breda. 
Inför 1968 års försvarsbeslutet föreslog regeringen att två flygflottiljer och en flygkår skulle avvecklas, Roslagens flygkår (F 2), Göta flygflottilj (F 9) och Södertörns flygflottilj (F 18). Dock så ville regeringen invänta Försvarets fredsorganisationsutredning (FFU) utredning, gällande organisationen av Flygvapnets förband inom Stockholmsområdet, innan ett beslut om en avveckling av flottiljadministrationen i Tullinge. Dock så föreslog regeringen att flottiljens flygande divisioner och baskompanier skulle avvecklas. År 1970 föreslog regeringen, efter förslag från Försvarets fredsorganisationsutredning, att de tre flygförbanden Roslagens flygkår (F 2) i Hägernäs, Svea flygkår (F 8) i Barkarby och Södertörns flygflottilj (F 18) i Tullinge skulle avvecklas. De ingående truppslagsskolorna vid Roslagens flygkår och Svea flygkår föreslogs inordnas i det föreslagna nya skolförbandet Flygvapnets Södertörnsskolor (F 18) i Tullinge. Det nya förbandet skulle i huvudsak utbilda flygvapnets markpersonal i stridslednings- och luftbevakningstjänst. År 1974 bildades Flygvapnets Södertörnsskolor och denna omorganisation blev starten för Flygvapnets Stockholmskarusell, där både personal och skolenheter från både Hägernäs och Barkarby flyttades till Tullinge, medan flygförare i Tullinge i viss mån omplacerades till andra jaktflottiljer. Även om flygverksamheten reducerades avsevärt i Tullinge, så valde Flygvapnet att behålla Tullinge som krigsflygbas. Åren 1982–1985 var även den så kallade Huvudstadsjakten förlagd till Tullinge.
Inför 1982 års försvarsbeslutet föreslog regeringen att Flygvapnets Södertörnsskolor skulle avvecklas och att skolverksamheten i Tullinge skulle omlokaliseras till övriga skolförband inom Flygvapnet. Den 30 juni 1986 avvecklades Flygvapnets Södertörnsskolor och från den 1 juli 1986 underställdes kvarvarande skolverksamhet chefen för Flygvapnets Uppsalaskolor. Kvar i Tullinge blev Flygvapnets stridslednings- och luftbevakningsskola, vilken ansågs vara för dyr och att dess utbildningsmateriel för ömtålig för att flytta. Själva driften av flygplatsen och förvaltning av kasernområdet med dess hangarer underställdes dock chefen för Bråvalla flygflottilj (F 13) i Norrköping. Tullinge-etablissemanget fick därmed namnet "F 13 Tullinge".
I regeringens propositionen 1987/88:142 beslutades att Kustbevakningens regionledning ost senast 1993 skulle lokaliseras till Muskö alternativt till Tullinge. Den 9 februari 1990 redovisade Överbefälhavaren och kustbevakningen ytterligare verksamheter som skulle kunna lokaliseras till Tullinge. I regeringens proposition 1990/91:102 föreslogs det att följande verksamhet skulle förläggas till Tullinge.
- Chef och ställföreträdare samt delar ur staben vid det Ostkustens marinkommando skulle verka från Tullinge före den 1 oktober 1991.
- Huvuddelen av Ostkustens marinkommandosstaben, kustbevakningens östra regionledning och 11. helikopterdivision skulle vara lokaliserade dit senast den 1 juli 1993.
- Mellersta värnpliktskontoret i det nya Mellersta militärområdet skulle vara lokaliserade dit senast den 1 juli 1993.

Inför budgetåret 1990/91 hade regeringen avsatt 23,1 miljoner kronor byggproduktionen inom Tullinge, samt 1,6 miljoner för flytten av Östra värnpliktskontoret och Värnpliktskontoret för marinen till Tullinge. Den 1 juli 1992 överlämnade Chefen för Flygvapnet förvaltningsansvaret för Tullinge-etablissmentet till Chefen för Marinen. 
Någon omlokalisering till Tullinge blev dock aldrig verklig. Detta då beslutet revs upp i samband med den nytillträdda Regeringen Carl Bildt hade blivit tvungna att anpassa sin proposition till försvarsbeslutet 1992. Detta då regeringen sökte stöd hos Ny demokrati framför Socialdemokraterna, som under sin regeringsperiod redan förberett en proposition.
Försvarsbeslutet 1992 medförde att Bråvalla flygflottilj avvecklades den 30 juni 1994 och detachementet i Tullinge överfördes till Upplands flygflottilj (F 16) i Uppsala. Samma år flyttades Flygvapnets stridslednings- och luftbevakningsskola till Uppsala. Från att Tullinge var tänkt att lämnas helt, så flyttades Försvarets hundtjänstenhet från Halmstad till Tullinge, där enheten blev kvar fram till 2000. Men redan 1995 började flottiljområdet att avvecklas, då anläggningar som ej påverkade basens roll som krigsflygbas avyttrades.
Civilt flyg pågick senare på flygfältet fram till 1 oktober 2004, då Botkyrka Flygklubb avslutade flygepoken på Tullinge. Botkyrka Flygklubb sökte nya platser för flygverksamheten bland annat i Södertälje och Eskilstuna men kom sedermera att flytta till Stockholm-Barkarby flygplats där de gick samman med Barkarby Flygklubb.

### Tullinge flygplats AB
Tanken till en civil trafikflygplats på Södertörn föddes i slutet av 1950-talet när "Regionplan 1958" presenterades. Utredningen konstaterade behovet med att ersätta Bromma flygplats, i syfte med att bebygga Bromma med bostäder. Utredningen presenterade Skå-Edeby och Jordbro som tänkbara lägen för en ny flygplats. I "Regionplan 1973" nämndes det igen om en flygplats på Södertörn, denna gång ville man hålla öppet för en större flygplats på Tulline/Getaren. Året därpå, 1974, presenterades regeringens ULF-utredning (Utredning för lokalisering av flygverksamheten i Stockholmsområdet), där man kommit fram till att det fanns två alternativ till Bromma, Arlanda och Tullinge. ULF-utredning utgångspunkt var att utreda en ny inrikesflygplats, med förutsättning att Bromma skulle avvecklats senast 1978. Om Tullinge valts som ny inrikesflygplats, ansåg utredningen att även allmänflyget skulle behöva en ny flygplats under 1980-talet, vilket då skulle kunna lösas med en ny rullbana vid Tullinge eller förlägga allmänflyget till ett upprustat Skå-Edeby på Ekerö.
År 1982 beslutade riksdagen att Bromma skulle behållas som flygplats. Luftfartsverket fick samma år i uppdrag av regeringen att utreda behovet av flygplatser i Stockholmsregionen. Luftfartsverket presenterade sin utredning i två rapporter som offentliggjordes 1982. I delrapport LUFS 1 konstaterades att Stockholmsregionen var i behov av två trafikflygplatser. Luftfartsverket ansåg i sin rapport att Arlanda och Bromma tillgodosåg behovet under överskådlig tid, och att Bromma ur luftfarts synpunkt borde bibehållas så länge som möjligt. Som alternativ till Bromma ansåg Luftfartsverket att Tullinge var det enda realistiska alternativet.
De utredningar som hade gjorts sedan slutet av 1950-talet, och lagt fram Tullinge som alternativ hade pekat på Tullinge/Getaren för utbyggt bansystem samt terminalbyggnad. Tullinge/Getaren var en plats sydväst om rullbanorna, och syftade på sjön Getaren. Men i Luftfartsverket delrapport LUFS 2 konstaterades det att det var möjligt att anlägga en långbana på det befintliga bansystemet vid Tullinge/F 18. Med det behövdes inte den tidigare markreservation som gjorts för Tullinge/Getaren i regionplanen.
År 1983 ville Stockholms kommun säga upp kontraktet med Luftfartsverket gällande Bromma. År 1984 bildades bolaget Tullinge flygplats AB, vilket hade bildats av Luftfartsverket, Stockholms län landsting samt kommunerna Botkyrka, Haninge, Nynäshamn, Salem, Stockholm, Södertälje och Tyresö. I juni samma år, 1984, ställde sig Botkyrka kommun positivt till en civilflygplats på Tullinge/F 18. Tullinge flygplats AB skulle bygga och driva en civil flygplats, på det före detta flottiljområdet vid Tullinge/F 18. År 1986 presenterades Tullingeutredningen, som ansåg att en fullt utbyggd flygplats skulle kunna stå färdig 1995. En flygplats som även skulle kunna tillgodose allmänflygets behov.
Den lokala opinionen i Botkyrka kommun var negativ till flygplatsprojektet. I kommunalvalet 1988 blev "Aktionsgruppen mot flyg på F18" (AMF) tredje största parti med sju mandat, och Socialdemokraterna som drivit flygplatsfrågan hade sedan valet 1982 tappat sju mandat. Genom valresultat och genom AMF:s påverkan, ändrade Botkyrka kommun sitt tidigare positiva beslut för en civilflygplats i Tullinge, till att ställa sig negativ. I Regionplan 1991 redovisades inga alternativ till Bromma, och inte ens Bromma nämndes i planen.
En flygplats i Tullinge skulle givetvis fått en negativ påverkan på miljön, samt bidragit till ökat buller i Södertörn. Men samtidigt hade en flygplats i Tullinge avlastat Bromma, som då kunnat användas till Stockholms expansion i form av bostäder. Något som påpekades redan i "Regionplan 1958". Hade en civil trafikflygplats byggts i Tullinge, hade den legat drygt 20 km ifrån Stockholms central, mindre än 10 km ifrån E4/E20, mindre än 10 km ifrån Stockholms tunnelbana och haft Västra stambanan i direkt anslutning. Genom Västra stambanan och via Ostkustbanan hade flygplatsen haft en direktkontakt med Stockholm Arlanda Airport. Flygplatsen skulle redan i mitten av 1990-talet haft möjlighet till anslutning till svenska järnvägsnätet. En effekt som Stockholm Skavsta Airport beräknas få 2028, det vill säga en järnvägsstation med anslutning till Ostlänken. Eller som Göteborg-Landvetter Airport beräknas få tidigast 2030 genom Götalandsbanan.

### Polisens helikopterflyg
Då Polisen började använda helikoptrar 1963 var de i huvudsak baserade i Ostermans hangar på Bromma flygplats. Drygt tio år senare flyttade man tillsammans med dem till Svea flygflottilj i Barkarby där man tog över före detta stabsdivisionens hangar. År 1998 flyttades Polisflyget till Tullinge, där de flyttade in i "Hangar 81" som sista åren fram till år 1986 använts av Flygvapnets sambandsflyg. Hangar 81, ofta kallad bara H 81, bestod egentligen av två separata hangarer sammanbyggda med en kontorsbyggnad. Polisen flyttade in i den södra delen, som under 1970-talet fungerat som intendenturförråd, men som efter Flygvapnets flytt använts som hangar igen bland annat av Statens haverikommission. Natten till den 7 februari 2002 började det brinna i hangaren. När brandkåren anlände var södra delen helt övertänd. I branden totalförstördes polisens nyligen levererade första Eurocopter EC 135 P2, två av deras äldre Bell 206 Jet Ranger och en privat Cessna 172. Polisens helikopterflyg flyttade därefter till Berga heliport och samlokaliserades med Svea helikopterskvadron och senare till Myttinge.

## Avveckling
Efter att Försvarsmakten lämnade flygfältet övergick ägandet över området 1997 till Vasallen. I samband med Regeringen Perssons regeringsförklaring år 2000, förklarades att flygplatsområdet var tänkt att bli en ny stadsdel i Botkyrka. Vasallen sålde senare området till PEAB år 2004, för en summa om 80 miljoner kronor. Efter nedläggningen har logementen i kasernerna byggts om till studentbostäder. Kanslihuset har blivit kontor. Officersmässen och underofficersmässen har blivit restauranger och affärer. Stora matsalen är ombyggd för inomhusträning i skjutning. I markplanet ligger numera en liten affär. Hangaren för tekniskt underhåll (avdelning 6) är riven.
Delar av det före detta flygfältet har använts av Polisen och ett antal trafikskolor för utbildning i bil- och motorcykelkörning, samt kursverksamhet inom hundlydnad. Skytteklubbar har även använt de närliggande skjutbanorna. Hela det före detta militära området kallas numera för Norra Riksten eller Riksten friluftsstad. Norra Riksten har bebyggts i olika etapper och totalt ska 2 500 bostäder byggas samt en ny företagspark. Bostäderna kommer att fördelas mellan villor, bostadsrätter samt hyreslägenheter. Delar av det gamla flygfältet användes också tidigare för Motorhistoriska marknaden, anordnat av Motorhistoriska Sällskapet. Flygledartornet revs hösten 2009.

## Galleri

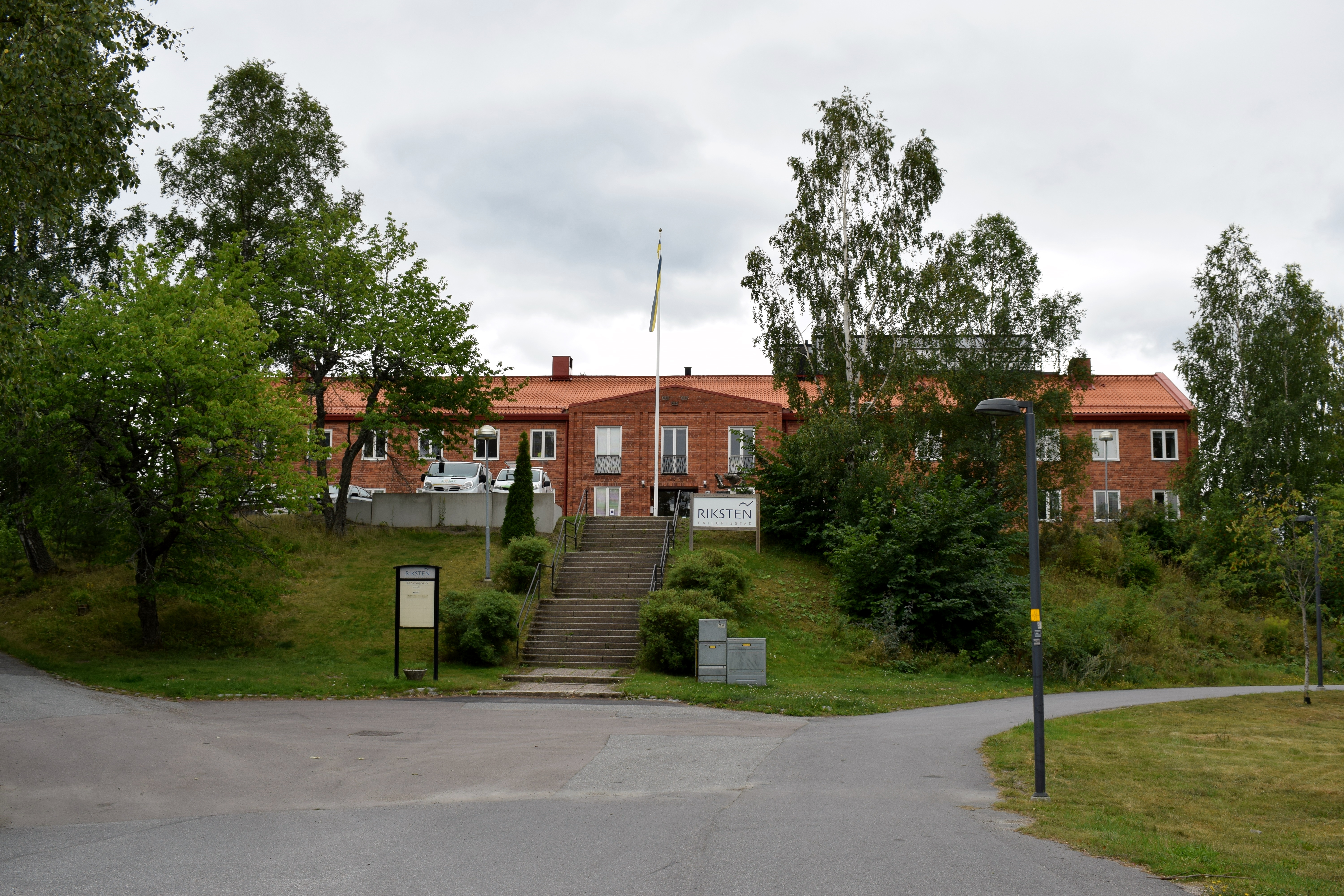
Kanslihuset vid skolan.
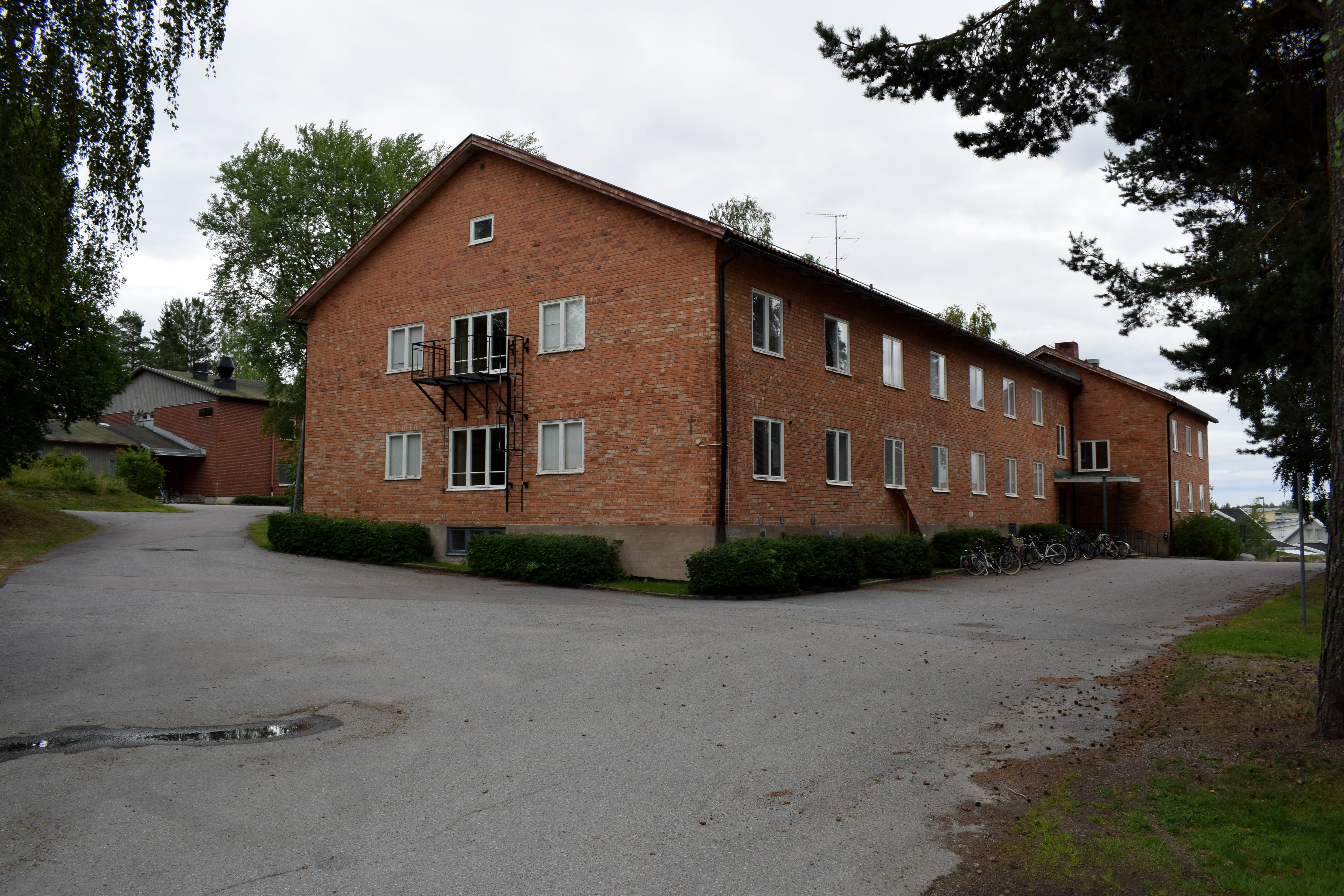
Kompanikasern vid skolan.
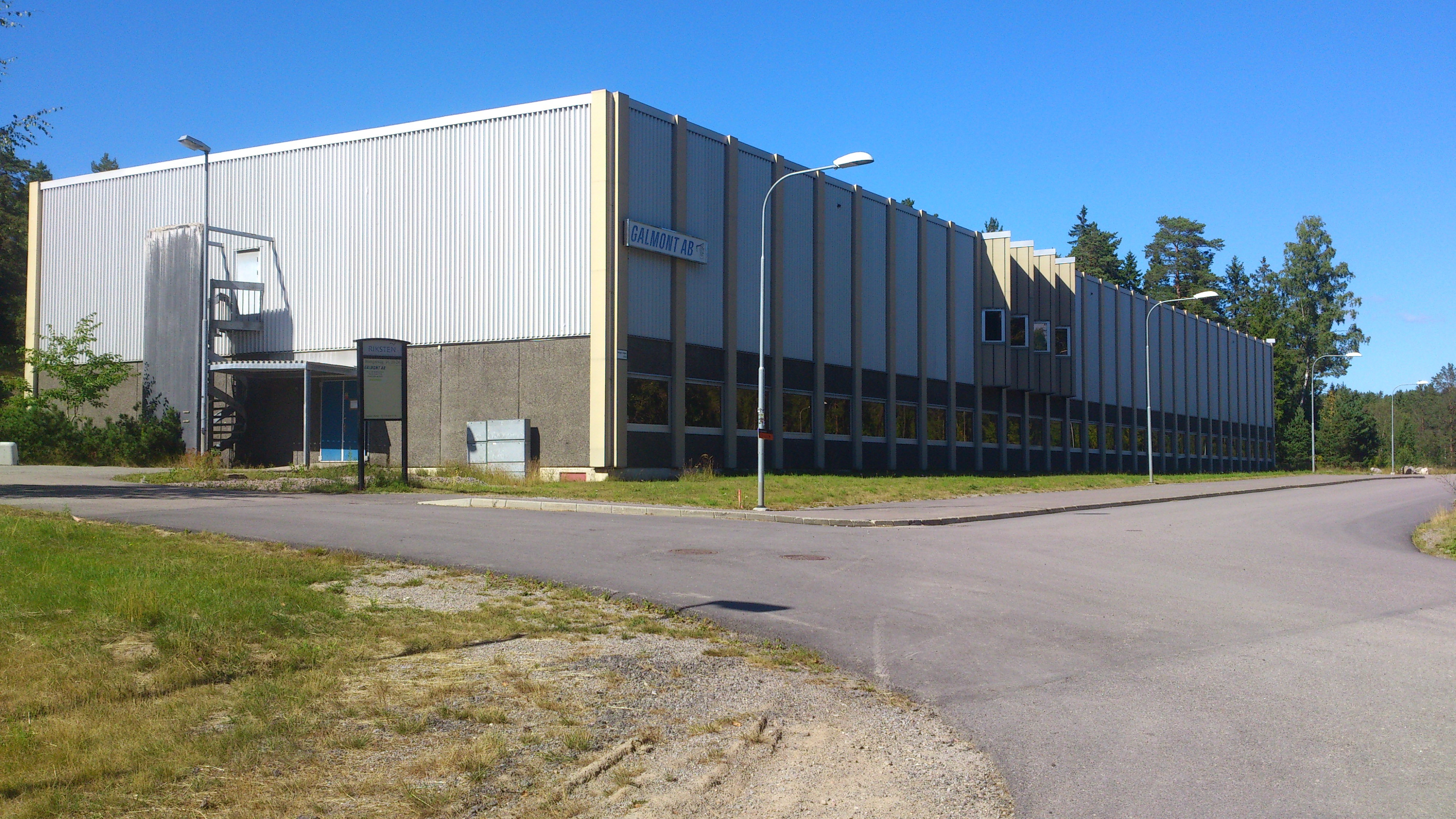
Flygvapnets stridslednings- och luftbevakningsskola (STRILS) skollokaler.
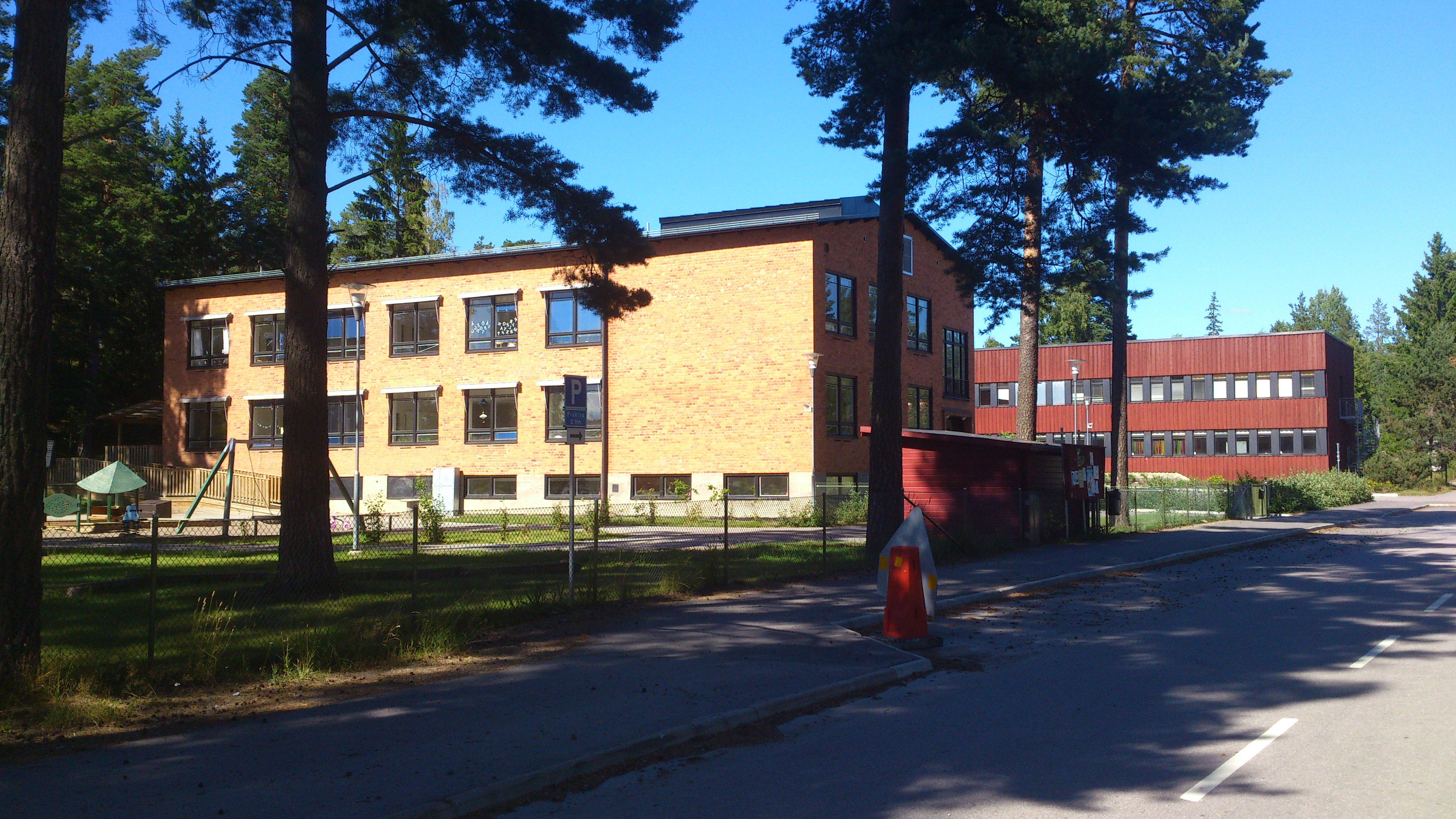
Skolhusen inne på flottiljområdet.
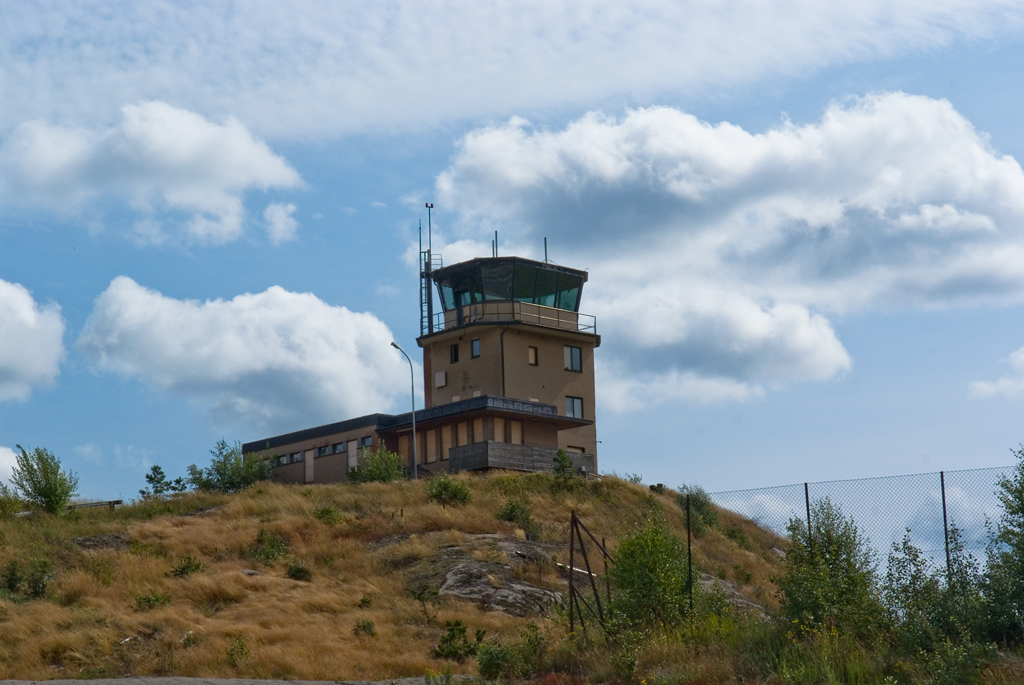
Trafikledartornet vid flygplatsen, sedan hösten 2009 rivet.
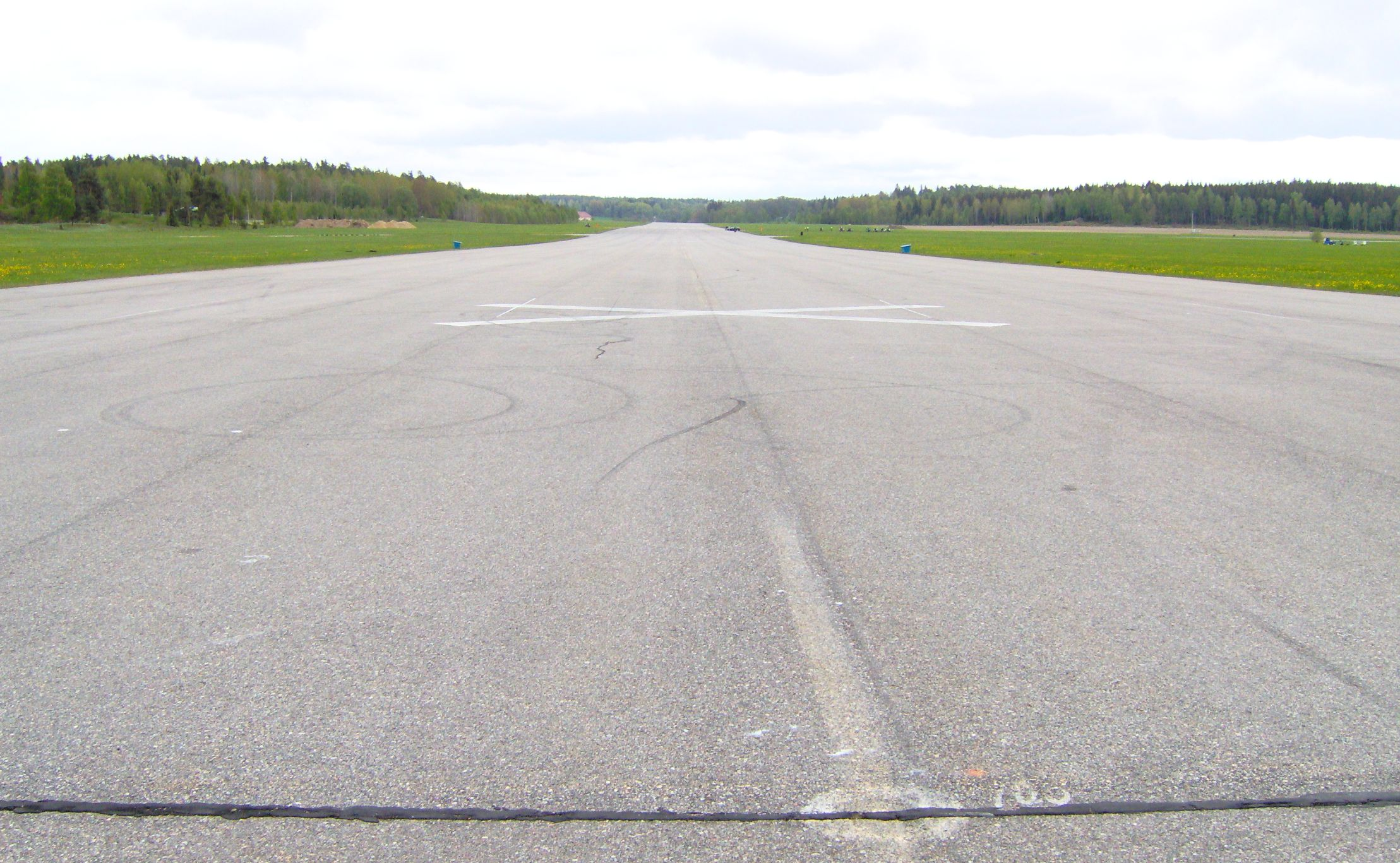
Del av den 2 000 meter långa och 40 meter breda bana 15 som numera använd för olika typer av körträning. Banan är som tydligt synes på bilden belagd med asfalt.
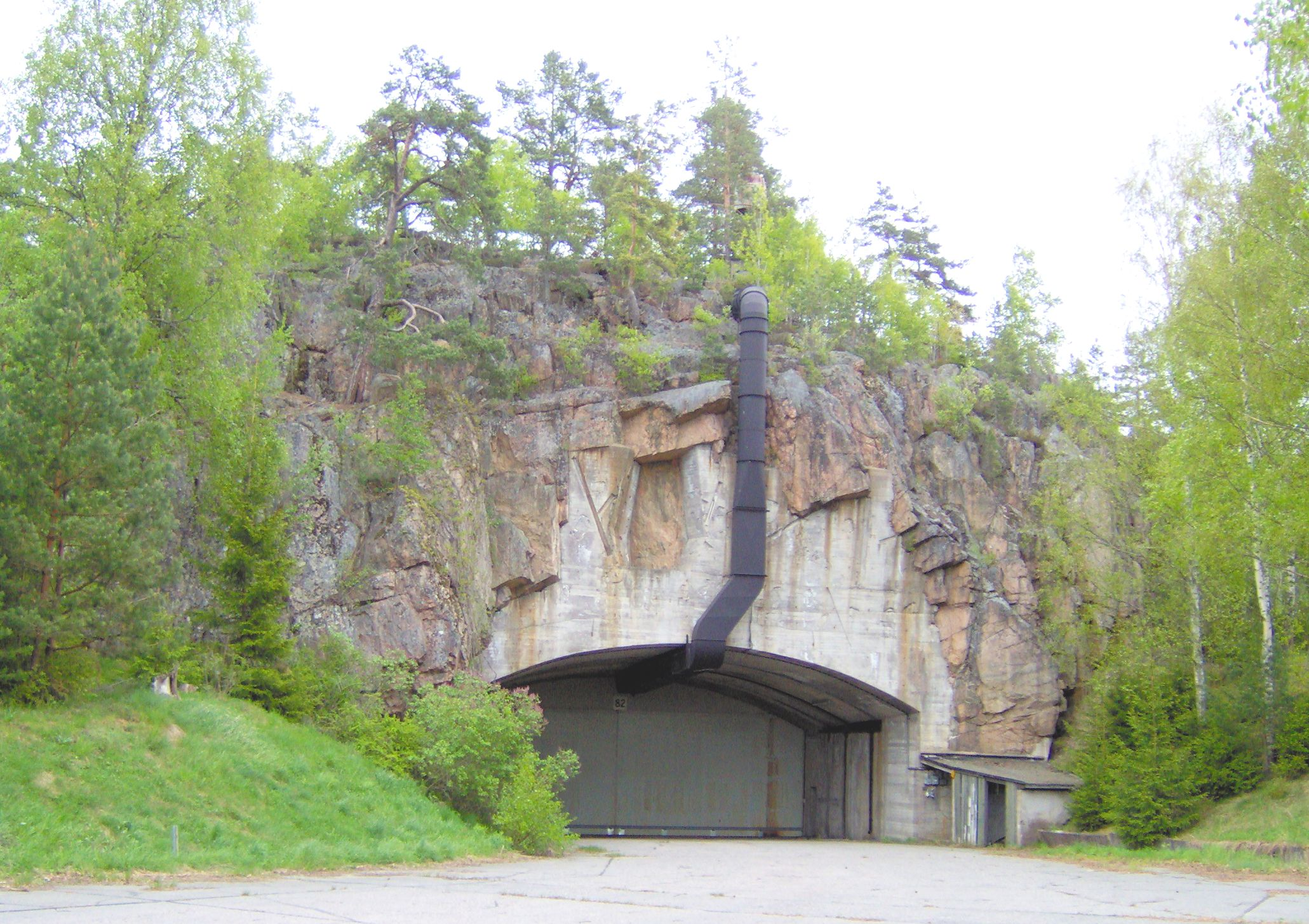
Berghangaren vid flygplatsen.
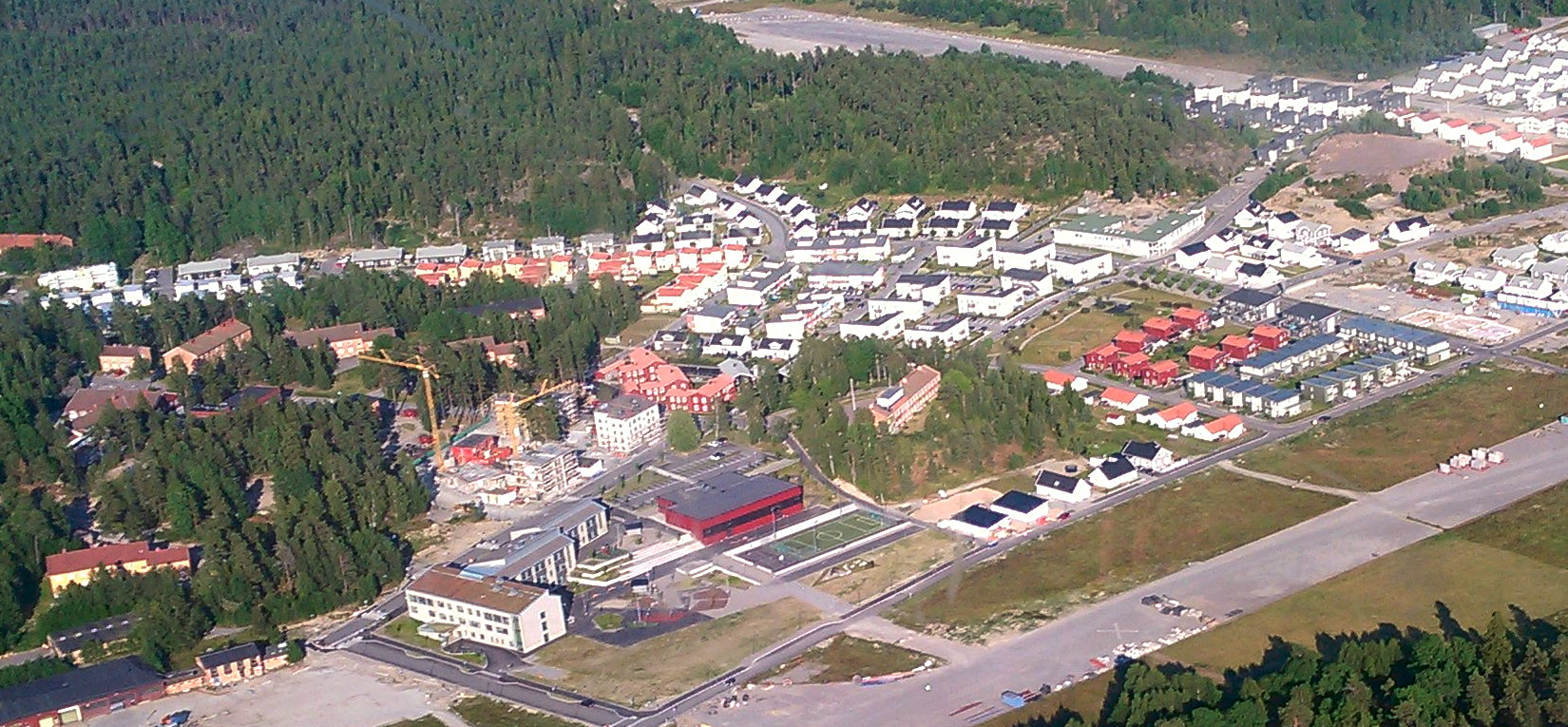
Flygbild från 2014 över flottiljområdet.
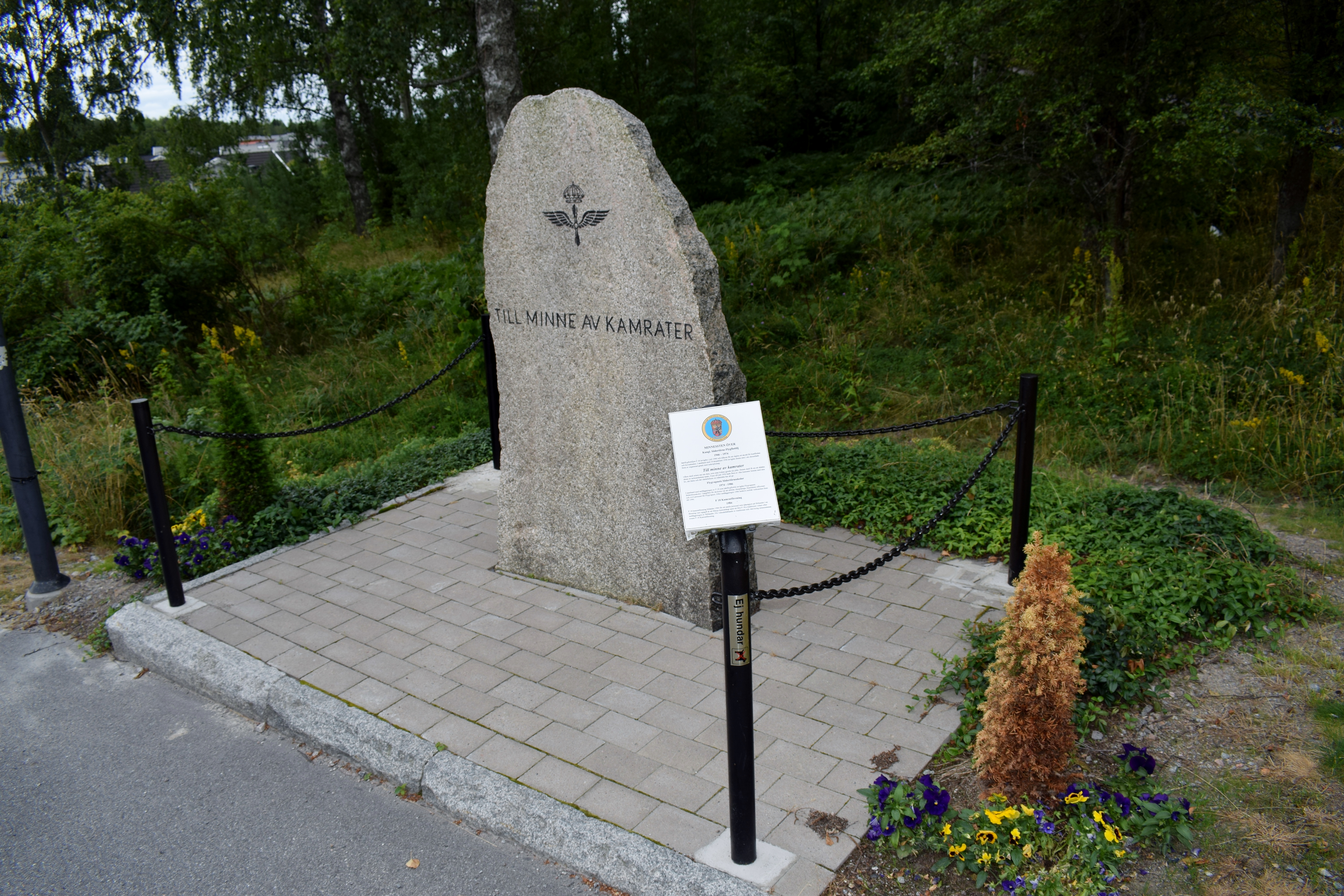
Minnessten över flottiljen och skolan.